# Those Endearing Young Charms

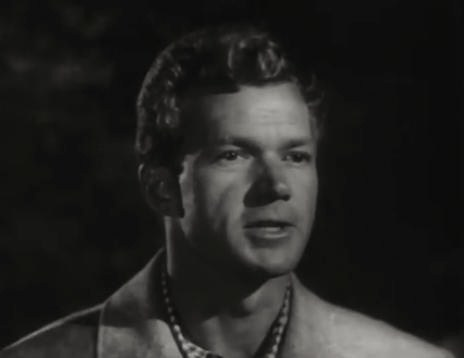
O nadador Bill Williams, com seus olhos inocentes, cara de garoto, cabelos louros e bela estampa que transpirava honestidade, parecia destinado ao sucesso, mas teve dificuldade em desvencilhar-se dos filmes B que lhe destinavam. Foi mais bem sucedido na TV, em séries como The Adventures of Kit Carson e Assignment: Underwater. Faleceu em 1992, de câncer no cérebro.

Those Endearing Young Charms é um filme estadunidense de 1945, do gênero romance, dirigido por Lewis Allen e estrelado por Robert Young e Laraine Day.

## A produção
O filme marca o retorno de Ann Harding à RKO após 9 anos de ausência. Ela interpreta a perspicaz mãe de Helen, a heroína que tenta regenerar o namorado mulherengo.
Ao lado do par central, emprestado pela MGM, Bill Williams faz sua estreia no cinema. A RKO alimentava grandes esperanças nele, mas Williams não correspondeu às expectativas, apesar de ter-se saído bem neste seu primeiro papel.
Os direitos da peça de Edward Chodorov, na qual o filme foi baseado, pertenciam à Samuel Goldwyn, que os vendeu à RKO. Jerome Chodorov, irmão do autor, ao adaptá-la para as telas, recheou-a com momentos de comicidade e de lágrimas, a fim de tornar a história mais palatável. Com isso, o filme foi um grande sucesso de bilheteria.

## Sinopse
O tenente Hank Travers, notório conquistador, sai de licença com seu amigo Jerry. Jerry apresenta-lhe sua namorada, Helen, e ele trata logo de atraí-la. Helen percebe o que Hank é, mas acaba apaixonada. Antes de entregar-se, porém, procura fazer dele uma pessoa melhor.

## Elenco
| Ator/Atriz       | Personagem           |
| ---------------- | -------------------- |
| Robert Young     | Tenente Hank Travers |
| Laraine Day      | Helen Brandt         |
| Ann Harding      | Senhora Brandt       |
| Marc Cramer      | Capitão Larry Stowe  |
| Anne Jeffreys    | Suzibelle            |
| Glen Vernon      | William Zantifar     |
| Norma Varden     | Senhora Woods        |
| Lawrence Tierney | Tenente Ted Brewster |
| Bill Williams    | Jerry                |
| Vera Marshe      | Dot                  |